# Kánaán kutya
A kánaán (canaan) bizalmatlan és elég agresszív kutyafajta. Gondos nevelés mellett azonban odaadó, készséges, figyelmes társ és munkakutya lehet belőle. Agresszivitása miatt harci kutyaként is használják, amit a fejlett országok törvénye tilt.

## Eredete
Mintegy 4000 évvel ezelőttről, a fáraók idejéből származó egyiptomi rajzokon is felismerhető.

## Általános megjelenése
- Marmagassága: 50–60 cm
- Súlya: 18–25 kg

Közepes termetű, robusztus testfelépítésű kutya. Hosszúkás feje elkeskenyedő, ezért formája rókáéra emlékeztető. Szeme nagy, sötétbarna. Felálló fülei szétállnak. Egyenes hátú, mély mellkasú állat. Hasa felhúzott. Végtagjai egyenesek és párhuzamosak. Felfelé tartott farka a végén kissé kunkorodik. Szőrzete színe fehér, melyen fekete vagy vörösesbarna foltok találhatók. Természetének köszönhetően tiszta. Rövid bundája minimális karbantartást igényel.

## Gyakori betegségek
Általában egészséges, a legtöbb kutyafajtával ellentétben a kánaán nem hajlamos a betegségekre

## Egyéb adatok
- Alomszám: 6-8 kölyök
- Várható élettartam: 12-15 év